# Festival
Pour les articles homonymes, voir Festival (homonymie).
 (février 2025).
La mise en forme du texte ne suit pas les recommandations de Wikipédia : il faut le « wikifier ».
Les points d'amélioration suivants sont les cas les plus fréquents. Le détail des points à revoir est peut-être précisé sur la page de discussion.
- Les titres sont pré-formatés par le logiciel. Ils ne sont ni en capitales, ni en gras.
- Le texte ne doit pas être écrit en capitales (les noms de famille non plus), ni en gras, ni en italique, ni en « petit »…
- Le gras n'est utilisé que pour surligner le titre de l'article dans l'introduction, une seule fois.
- L'italique est rarement utilisé : mots en langue étrangère, titres d'œuvres, noms de bateaux, etc.
- Les citations ne sont pas en italique mais en corps de texte normal. Elles sont entourées par des guillemets français : « et ».
- Les listes à puces sont à éviter, des paragraphes rédigés étant largement préférés. Les tableaux sont à réserver à la présentation de données structurées (résultats, etc.).
- Les appels de note de bas de page (petits chiffres en exposant, introduits par l'outil «  Source ») sont à placer entre la fin de phrase et le point final[comme ça].
- Les liens internes (vers d'autres articles de Wikipédia) sont à choisir avec parcimonie. Créez des liens vers des articles approfondissant le sujet. Les termes génériques sans rapport avec le sujet sont à éviter, ainsi que les répétitions de liens vers un même terme.
- Les liens externes sont à placer uniquement dans une section « Liens externes », à la fin de l'article. Ces liens sont à choisir avec parcimonie suivant les règles définies. Si un lien sert de source à l'article, son insertion dans le texte est à faire par les notes de bas de page.
- La présentation des références doit suivre les conventions bibliographiques. Il est recommandé d'utiliser les modèles {{Ouvrage}}, {{Chapitre}}, {{Article}}, {{Lien web}} et/ou {{Bibliographie}}. Le mode d'édition visuel peut mettre en forme automatiquement les références.
- Insérer une infobox (cadre d'informations à droite) n'est pas obligatoire pour parachever la mise en page.

Pour une aide détaillée, merci de consulter Aide:Wikification.
Si vous pensez que ces points ont été résolus, vous pouvez retirer ce bandeau et améliorer la mise en forme d'un autre article.

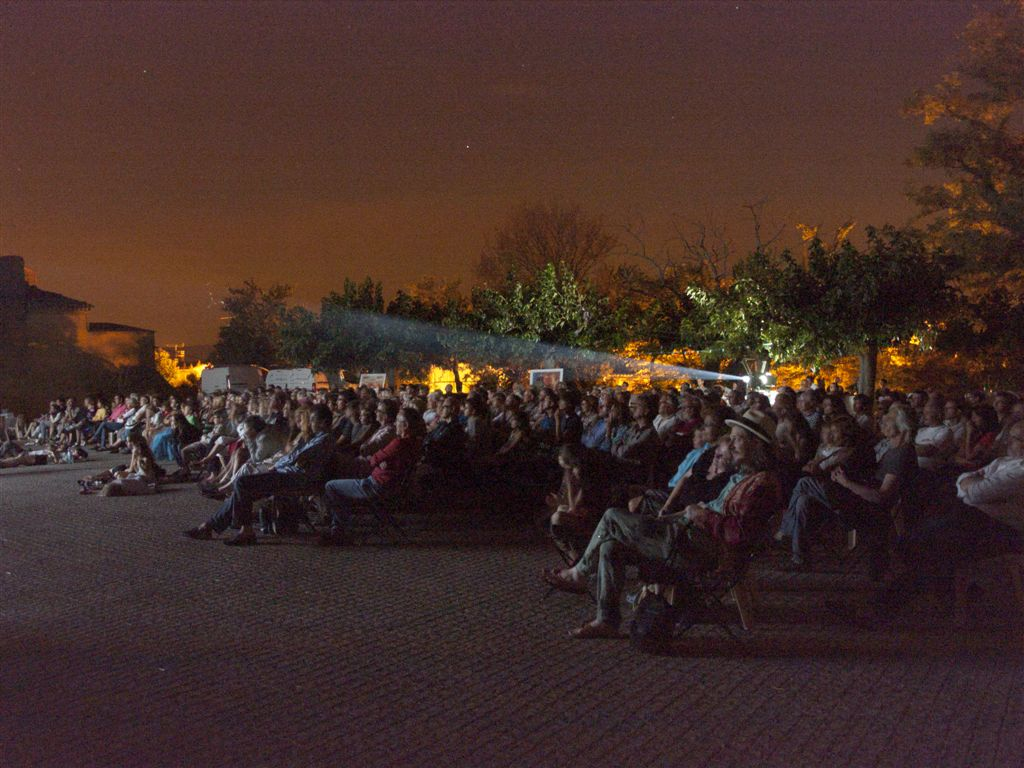
Festival de cinéma de plein air à Visan (France).

Un festival est une manifestation à caractère festif, organisée à époque fixe et récurrente annuellement, autour d'une activité liée au spectacle, aux arts, aux loisirs, d'une durée d'un ou plusieurs jours.

## Histoire et évolution

### En France
Le terme apparaît dans le Nord de la France en 1829 et est lié au mouvement orphéonique, fête musicale populaire à vocation charitable et politique qui progressivement s'annualise et se laïcise. Mot emprunté à l'anglais  qui est lui-même emprunté à l'ancien français festival « de fête ; joyeux ; solennel », mot latin festivus.
* Avant 1939
Le premier grand festival est créé à Orange et propose à partir de 1869 principalement des représentations théâtrales, mais aussi de l'art lyrique et de la musique. Il ne prendra le nom de Chorégies qu'en 1902. Un second festival d'importance voit le jour en 1894 aux arènes de Béziers mais son mécène et organisateur Castelbon de Beauxhostes fera faillite en 1928. Il n'y a pas d'autres grand festival en France avant la Seconde Guerre mondiale, hormis le Festival international de musique de Strasbourg créé en 1932.
* Après la Seconde Guerre mondiale

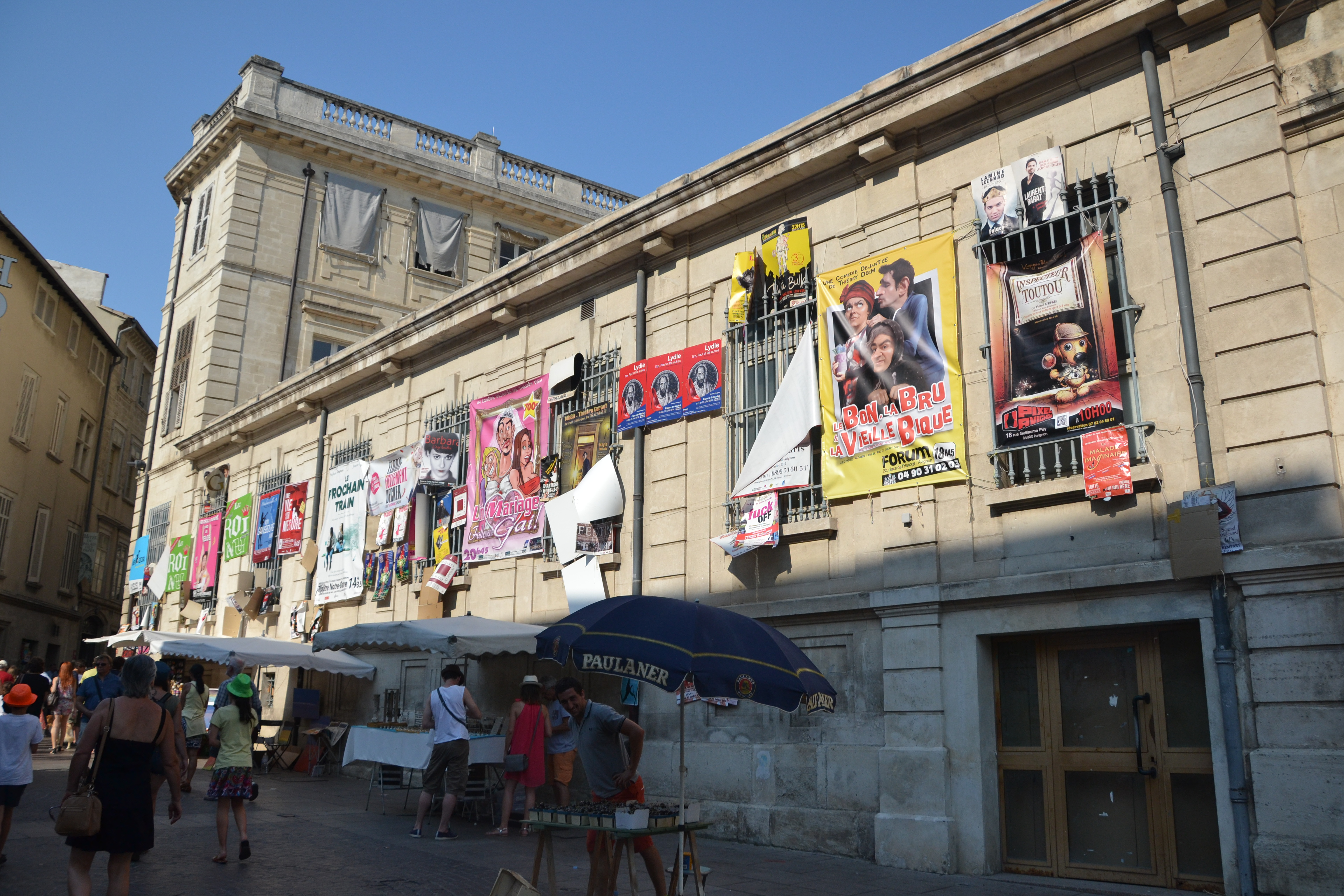
Festival d'Avignon

Les festivals participent de la nouvelle ère culturelle qui s'est ouverte après la 1945. Celui d'Avignon s'est créé dès 1947 ; le Nice Jazz Festival, dans les arènes de Cimiez, l'année suivante. Théâtre romain de Vienne ou pinède en bord de plage à Juan-les-Pins, la recette du lieu à dimension touristique devient la valeur ajoutée. Le territoire français comprend aujourd'hui plus de 2 400 festivals de spectacle vivant et plus de 1 600 festivals de musiques actuelles.
Selon Statista, d'après le site « Tous les Festivals » en 2023, la fréquentation des festivals de musiques actuelles a encore progressé (après deux années de crise liées à la pandémie de Covid-19). Les 100 plus grands évènements de métropole ont rassemblé 7,39 millions en 2022 puis 7,75 millions en 2023. Et, parmi les 10 festivals de musique les plus fréquentés, deux sont bretons (Festival Interceltique de Lorient (environ 950 000 visiteurs en 10 jours), Festival des Vieilles Charrues (346 000 personnes en jours), devant Solidays et le Hellfest (de 250 000 à 350 000 festivaliers en 2023) et les Festivals de Jazz de Vienne et de Marciac (chacun fréquenté par plus de 200 000 personnes en 2023). 
La Fête de l'Humanité arrive en seconde place (430 000 participants sur trois jours en 2023).

### Sur le continent africain

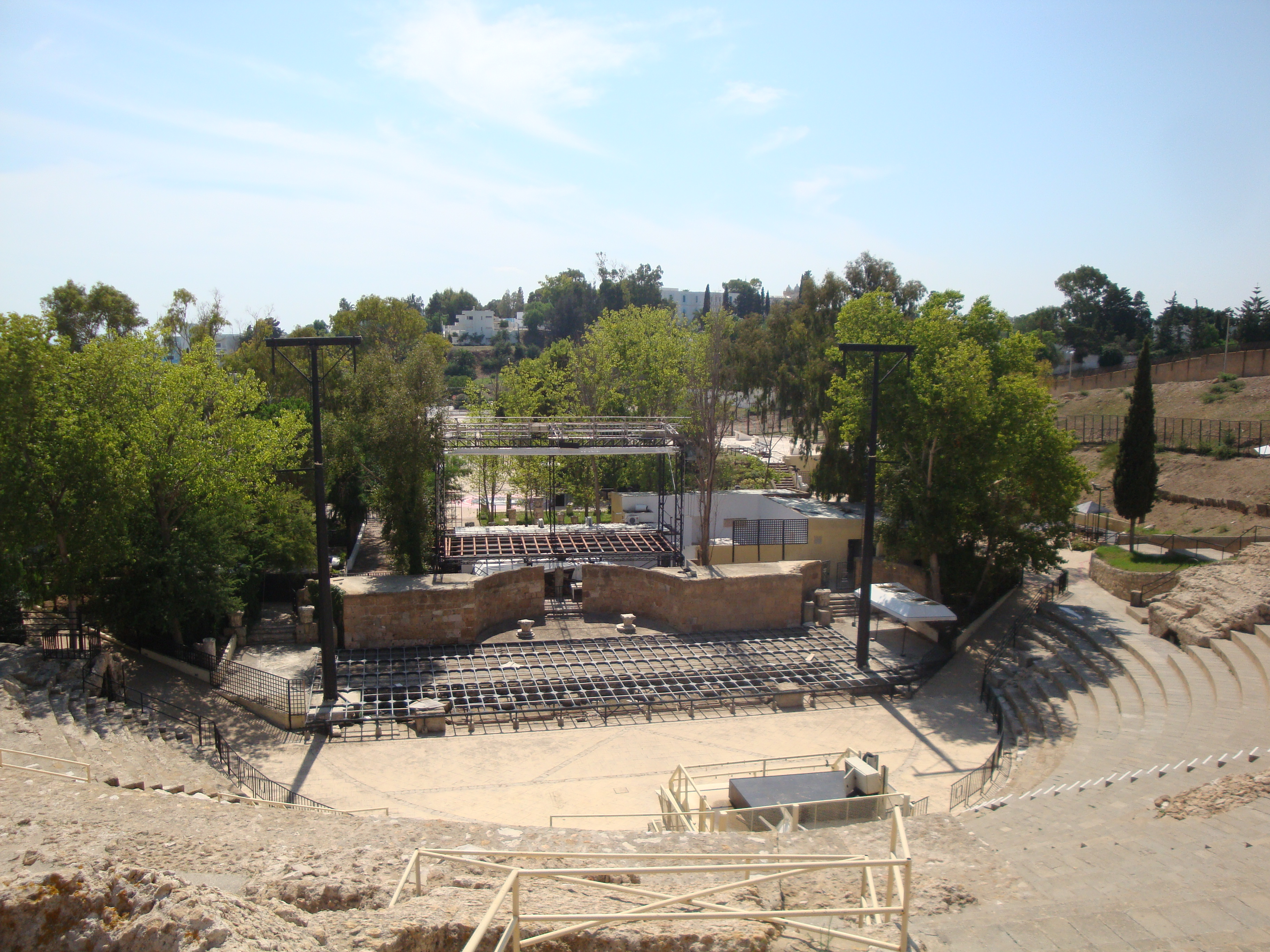
Scène du théâtre romain en cours de démontage après le Festival international de Carthage (Tunisie)

* En Tunisie : Les premiers festivals datent du début du XXe siècle, mais leur véritable essor n'a commencé qu'à la fin des années soixante, après la décolonisation. Le premier festival tunisien a vu le jour en 1906 à Carthage. Le Festival international de Dougga a débuté en 1924, un seul spectacle du répertoire du théâtre classique français était alors présenté en juillet de chaque année. Au cours de cette période de leur évolution, ces festivals ne représentaient pas encore le phénomène social et culturel qu'ils sont devenus. De par le public ciblé et le contenu de leur programmation, ces festivals restaient élitistes, voire marginaux par rapport aux attentes des populations locales. À l'orée des années soixante, les festivals connaissent un essor réel : dans l'exemple tunisien, le festival de Sousse débute en 1958, Tabarka en 1961, Carthage en 1963, Hammamet en 1964, Monastir en 1965, les Journées cinématographiques de Carthage (JCC), le festival de Testour en 1966 ; le festival de Douz en 1967… À partir des années 1970, le nombre festivals se multiplie et leur répartition régionale se confirme. En même temps, ils subissent des mutations importantes tant au niveau du contenu des programmes que celui du public qu'ils attirent. En outre, ils sont hiérarchisés en plusieurs catégories : internationale, nationale, régionale et locale.
* Au Burkina Faso
Le Festival Panafricain du Cinéma et de la télévision de Ouagadougou (FESPACO) demeure le plus grand festival du continent africain. Il se déroule tous les deux ans à Ouagadougou, capitale du Burkina Faso.
Le Festival international de théâtre et de marionnettes de Ouagadougou (Fitmo), festival biennal, a été créé en 1989.
* Dans les autres pays d'Afrique

### Sur le continent américain

#### États-Unis
La Nouvelle-Orléans est la ville qui organise le plus de festivals dans le monde : chaque année, près de 500 manifestations diverses sont organisées dans différents quartiers.
Le Festival de Tanglewood  du nom du centre culturel où il se déroule depuis 1940 situé dans les monts Berkshire au Massachusetts, entre Lenox et Stockbridge.

#### Canada
Le Festival d'été de Québec est l’événement musical en extérieur le plus important au Canada. Le Festival Acadie Rock se tient tous les ans à Moncton, au Nouveau-Brunswick depuis 2012. Le festival de Stratford du Canada est un important festival de théâtre qui a lieu l'été dans la ville de Stratford en Ontario.

### En Europe
* Avant 1939 
De même qu'en France, dans les autres pays européens avant 1939, il existe également peu de festivals. Mais trois d'entre eux ont une réputation et un public international : le Festival de Bayreuth (1876), le Festival de Salzbourg (1920) et le Festival des Arènes de Vérone (1913). Tous trois sont des festivals de musique classique et d'art lyrique. S'y ajoute la Mostra de Venise, premier festival de cinéma d'importance mondiale, créé en 1932.
* Après la Seconde Guerre mondiale 
Se développeront d'autres grands festivals, au premier rang desquels le Festival international d'Édimbourg (Edinburgh International Festival ou EIF), créé en 1947. C'est un festival artistique voué à tous les arts de la scène qui a lieu chaque année en août à Édimbourg (Écosse).

## Enjeux politiques

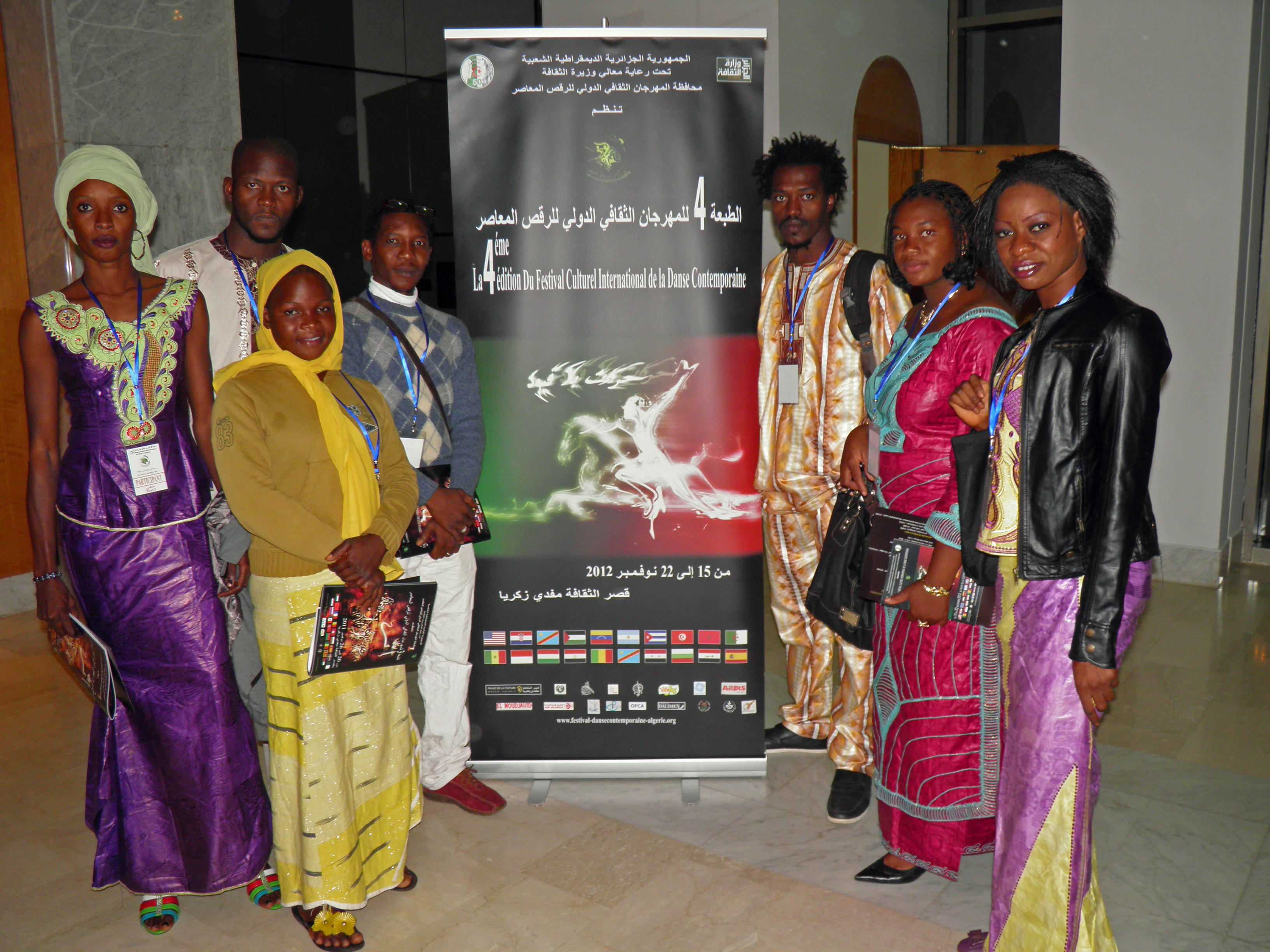
Le festival de danse moderne d'Alger 2012 (Algérie)

Les guerres mondiales ont donné l'occasion aux festivals d'associer les échanges artistiques à la promotion de l'idéal de la paix. Plus largement, les festivals sont bien souvent le théâtre d'enjeux politiques, ils représentent parfois l’occasion de revendiquer une position sur la scène internationale et une existence nationale. Par exemple, le Festival palestinien de littérature ou PalFest (Palestine Festival of Literature) vise, depuis 2008, à apporter un festival culturel de niveau international en Palestine pour affirmer « la puissance de la culture sur la culture du pouvoir ». Par le passé, en tant que moyens d'affirmation politique, le festival des Arts nègres de Dakar (1966), le Festac '77 du Nigeria (1977) ou le Panaf à Alger (1969) ont marqué l'histoire des festivals dans ce sens, l'ouvrage Une histoire des festivals (2014) en décrit l'histoire, et montre aussi la dimension promotionnelle des festivals, qui dans certains cas s'inscrivent dans le cadre d'une propagande nationale illustrée par l'exemple du festival of Britain de 1951 (aspect campagne publicitaire) qui est caractéristique de l'enjeu politique. La période de la guerre froide est aussi très marquée par l'utilisation des festivals dans le grand jeu diplomatique et dans le cadre de la concurrence entre les deux blocs. Les exemples de ce type de tentative, côté bloc soviétique, est celui de la création d'un festival concurrent de Cannes et Venise et celui des festivals mondiaux de la jeunesse organisés pour réunir une jeunesse qui se retrouvait dans des idéaux marxistes. Le festival est souvent l'occasion de la remise de trophées, de prix et récompenses diverses.

## Enjeux territoriaux

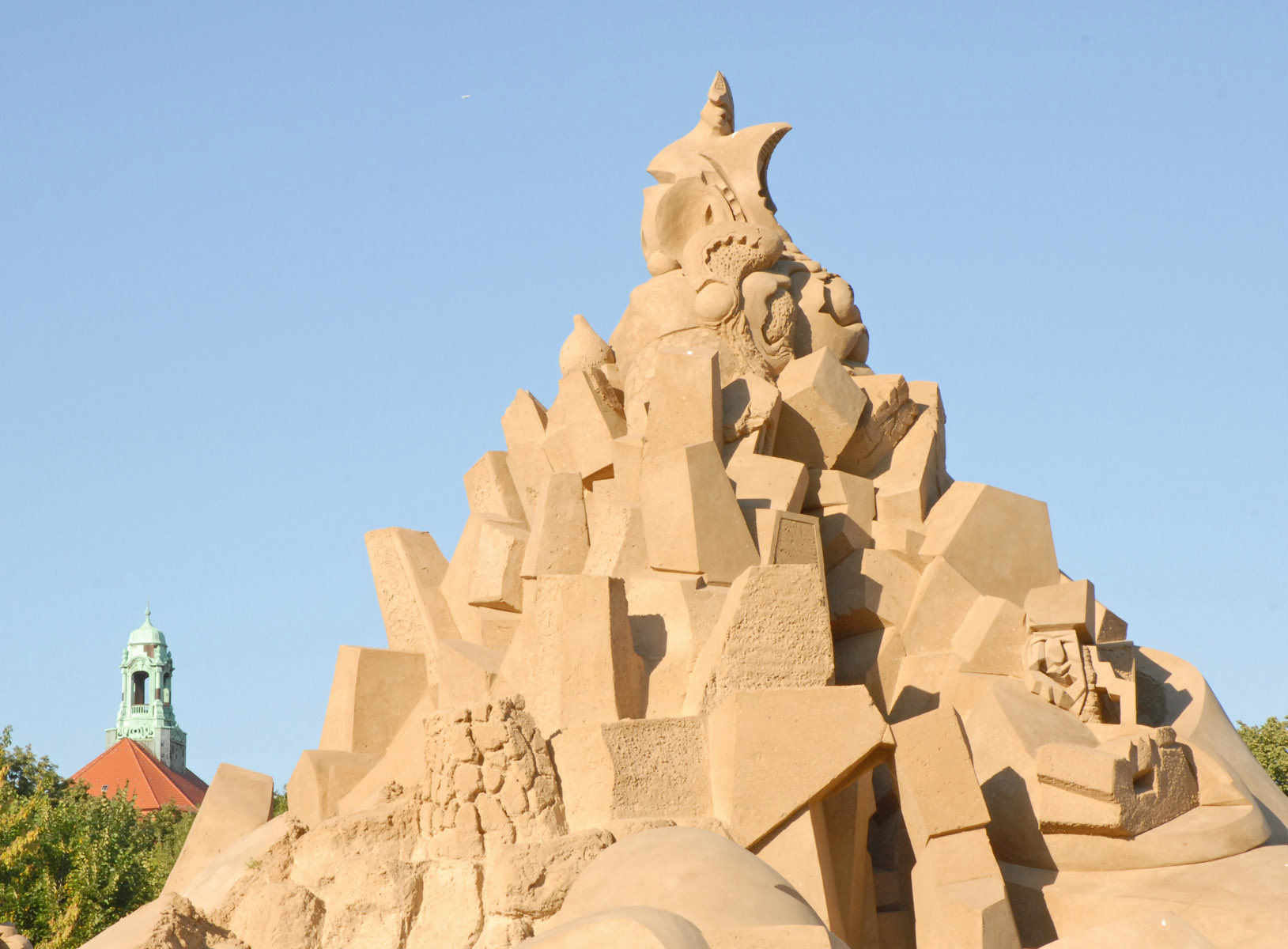
Festival de sculptures en sable (Berlin, Allemagne)

### Valorisation d'une collectivité territoriale
Les « vieilles pierres » sont souvent le seul capital culturel dont dispose une collectivité locale. Après les sons et lumières, et les reconstitutions historiques, la création d'un festival en est devenue le meilleur outil de promotion et de valorisation. Qu'ils se positionnent ou non, dans une optique commerciale, les festivals placent souvent sous les projecteurs des terroirs « oubliés ». Christian Troadec, cofondateur des Vieilles Charrues de Carhaix en 1992, élu en 2001 maire divers gauche de cette ville du Finistère investit beaucoup dans l'identité bretonne, il a notamment contribué à l'établissement d'un lycée Diwan à Carhaix. Le musicien Bernard Lubat, reparti en 1977 dans le terroir de ses origines familiales pour créer le petit festival de l'Uzeste musical, a monté une compagnie qui s'est implantée dans ce petit pays d'Oc, et remis à l'œuvre L'Estaminet, qui s'est métamorphosé en centre de recherche et d'innovation transartistique.

### Le discours et l'action des élus
Les festivals ont trouvé une place privilégiée au sein des politiques publiques de la culture. États et collectivités locales insèrent ces festivals dans des dispositifs administratifs et discursifs qui ont pu varier selon les lieux et les époques. Le soutien à la création artistique et la volonté de rendre accessible la culture à un plus grand nombre ont été mis en avant dès l’origine. La défense d’une identité culturelle, la participation au rayonnement culturel et le souhait de renforcer l’attraction culturelle d’un État ou d’une ville constituent, depuis deux ou trois décennies, de nouveaux arguments. L’événementiel culturel, l’attraction touristique, et les ressources de l’économie créative priment désormais, sans les effacer totalement, les autres discours qui légitiment les interventions publiques. La multiplication du nombre des festivals, très nette au cours des années 1980 et 1990, véritable « festivalomanie » (Inez Boogaarts), accompagne une territorialisation croissante des politiques culturelles.

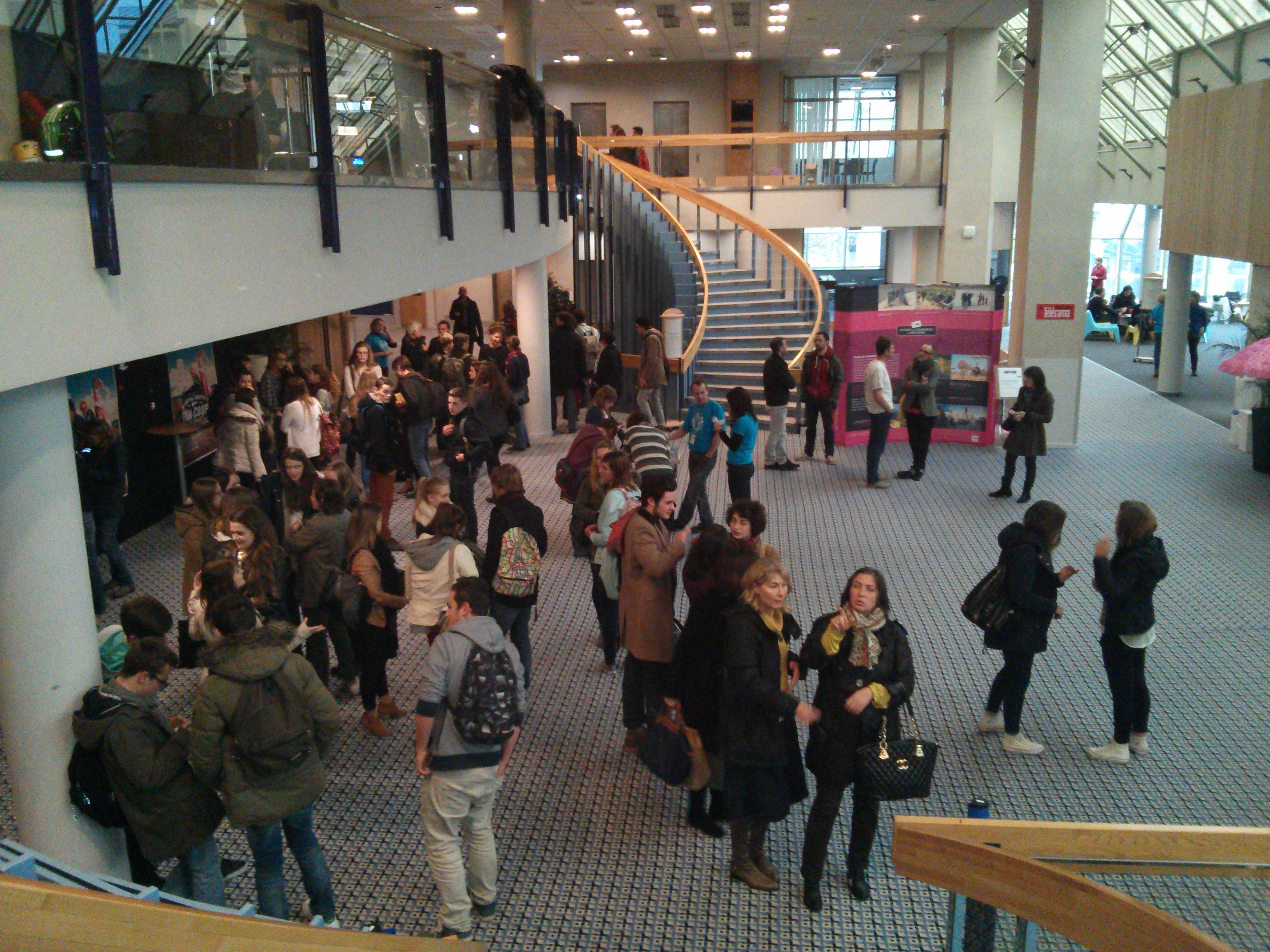
Festival film court 2014 de Brest (France)

L'anthropologue Alain Bertho s'interroge sur les motivations des élus locaux urbains, qui sont si facilement mobilisés pour ces opérations temporaires, coûteuses, dévoreuses de temps et d'énergie que sont les événements culturels. Selon Jacques Denis (Le Monde diplomatique), la réponse tient en partie à leur volonté de se lancer dans un marketing territorial nappé de culture pour tous. Les édiles sont à l'écoute de toute suggestion qui rendra visible leur clocher sur les autoroutes encombrées de l'été. Un rapport du CNV établissait la répartition saisonnière des festivals comme suit : 45 % en été, 22 % au printemps, 26 % à l'automne et 7 % en hiver, car l'enjeu financier pour la filière et les retombées économiques pour les territoires ne sont pas minces.

## Enjeux culturels et artistiques

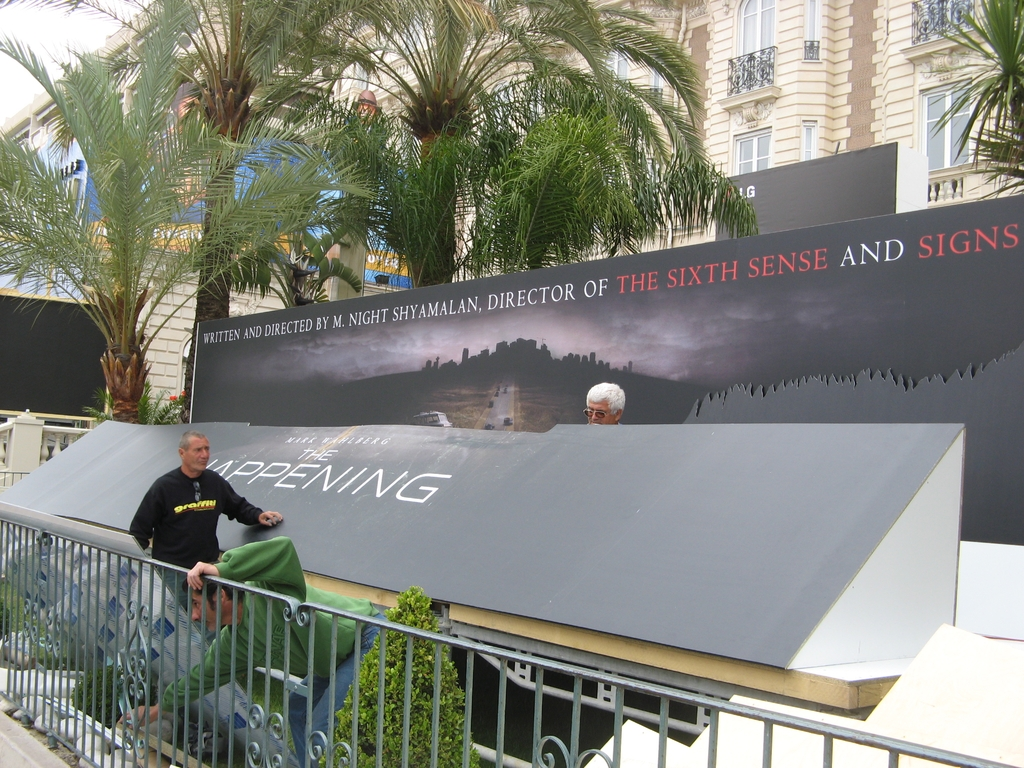
The happening - Festival de Cannes

Le festival, manifestation culturelle éphémère inscrite dans un calendrier le plus souvent annuel, s’est progressivement imposé comme un dispositif essentiel de médiation culturelle. Issu du domaine musical, le festival, né dans les années 1830-1840, a été ensuite mobilisé par l’ensemble des secteurs artistiques et culturels : les arts de la scène, le spectacle vivant, les différentes formes musicales et le cinéma…
Les festivals jouent également un rôle moteur dans le processus de création. Signe d'une vitalité artistique, les festivals étaient porteurs, en 2006, de « 104 créations mondiales » annuelles. Les artistes et, plus largement les professionnels de la culture, se sont approprié la forme festivalière. La typologie est diverses, sans exclusive : la construction d’un lieu éponyme dédié à un créateur ; les lieux et moments de productions de nouvelles créations ; les lieux de découvertes de nouveaux talents ; le moment de la reconnaissance médiatique et artistique ; les lieux où se structurent les mouvements et les offres qui scandent le marché de l’art et des œuvres ; les lieux de circulation des œuvres et des productions à l’échelle nationale et internationale. Le festival de Suresnes Cités Danse a ainsi contribué, depuis 1993, à légitimer la scène hip-hop, et a favorisé la rencontre avec d’autres chorégraphies. Depuis 2007, ce festival est devenu un véritable centre de production et d’accompagnement des artistes. Le film The Artist, en compétition à Cannes, sera ainsi présenté dans les festivals nord-américains, avant de triompher, en février 2012, aux cérémonies des César et des Oscars.
Les festivals, qui rencontrent un succès public croissant, ont contribué à la démocratisation de la culture. « Lieu de rencontres, pouvant susciter débats et forum, espace festif et de convivialité recherchée ou suscitée, la forme festivalière, souligne l’historien Philippe Poirrier, continue pourtant de prospérer alors même, que depuis les années 1970, l’individualisation des pratiques culturelles s’accentue, portée par les évolutions technologiques qui gouvernent les formes de la consommation culturelle ». L’histoire des pratiques festivalières, qui mobilise aujourd’hui de nombreux chercheurs en sciences sociales, saisie à l’échelle individuelle ou collective, reste indissociable, et étroitement articulée, à celle de la démocratisation des loisirs, du tourisme culturel et de l’accroissement des circulations et des mobilités. Enfin, il ne faut pas sous-estimer le goût de la fête, le souci qu'ont les gens de retrouver par tous les moyens des temps de convivialité dont ils sont privés le reste de l'année. Un festival, c'est le retour de la fête au village, des veillées modernes.
Les festivals jouent aussi un rôle important dans le processus de légitimation artistique de certaines disciplines émergentes et sont souvent le vecteur d'un ancrage dans le champ artistique de ces nouveaux « arts » : cinéma, télévision, bande dessinée… L'enjeu de reconnaissance peut être analysé comme une question d'identité, à laquelle s'ajoute une recherche de reconnaissance de la qualité d'une discipline. Des arts réputés mineurs ambitionnent d'être reconnus comme des Arts à part entière. De nombreux exemples de ce rôle des festivals dans ce processus d'« artification » sont décrits dans le livre « Une histoire des festivals » (Publications de la Sorbonne). Dans cette optique, les festivals sont souvent le théâtre de conférences et de débats savants qui s'inscrivent dans ce « passage à l'art » de la discipline à laquelle ils sont consacrés. Il peut y avoir aussi processus de re-légitimation d'une discipline, exemple des festivals d'Aldeburgh et d'Aix-en-Provence et du rôle qu'ils ont joué dans la renaissance de l'opéra.

## Économie
Outre les composantes artistiques et politiques des festivals, la composante économique constitue un moteur important dans le développement de ces manifestations culturelles. Mais le développement des festivals peut s'opérer dans des logiques très différentes. Les Vieilles Charrues sont passées de la « kermesse » pour deux mille personnes en 1993 à l'un des rendez-vous incontournables de juillet — affichant deux cent mille spectateurs et un budget de 6 millions d'euros. Le festival d'Uzeste fondé par Bernard Lubat, qui dépend des subventions publiques, baisse régulièrement depuis quinze ans. En 2007, les subventions publiques s'élevaient à 56 000 euros, contre 71 550 euros en 2006. Du point de vue de Bernard Lubat, « On a vu apparaître des expositions de technologies, des écrans géants avec des nains sur scène qui beuglent à la rébellion face à cent mille pèlerins… En juin 2009, trois cent cinq festivals en France de musique, danse et théâtre étaient subventionnés par les collectivités publiques, pour un montant de 19,7 millions d'euros.

### Financements

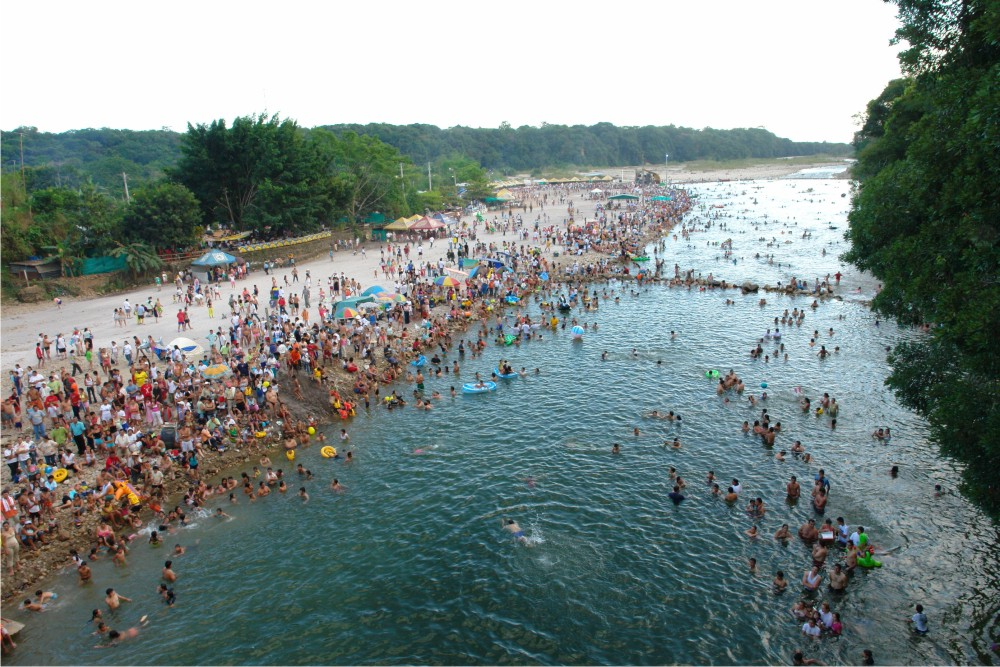
Festival de Verano de Bogota (Colombie)

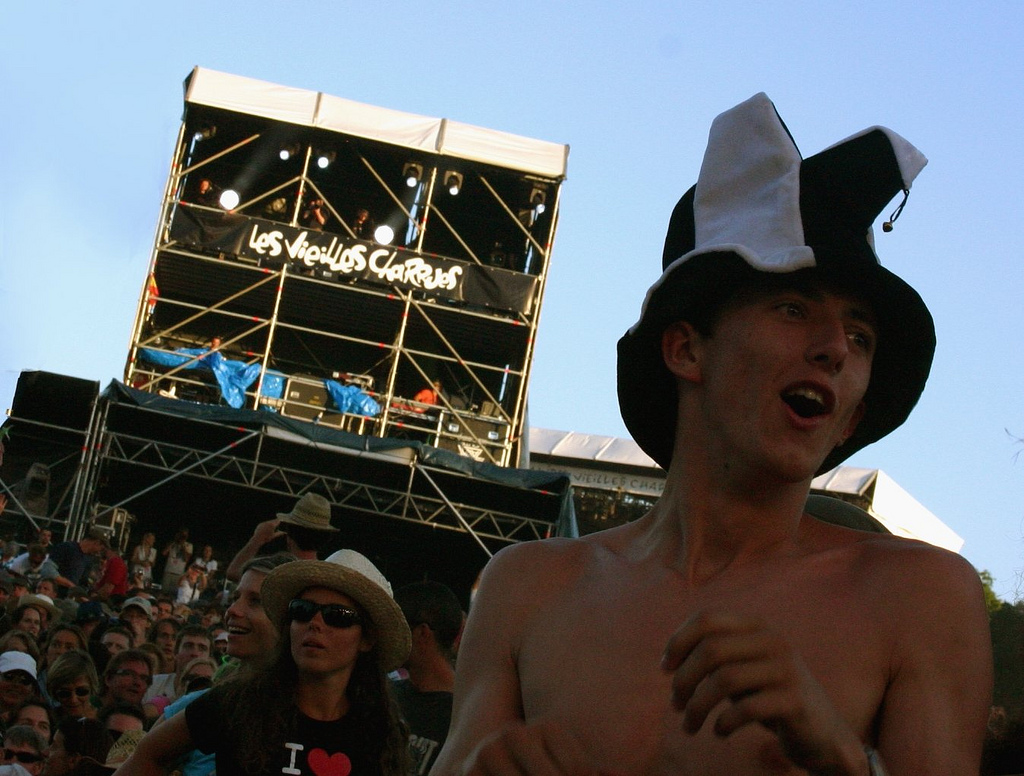
Public, festival des Vieilles Charrues (France)

La forte croissance des dépenses consacrées aux festivals s'explique par la conjugaison de trois phénomènes : des dépenses de communication nourries par une course folle à la notoriété, une inflation des coûts artistiques due au recours de plus en plus fréquent aux vedettes pour « assurer la recette » et nourrir la popularité de la manifestation, une institutionnalisation des structures de fonctionnement. En effet, réussir un festival devient un vrai métier, une préoccupation de toute une année. Le budget d'un festival repose sur trois composantes : les recettes propres (essentiellement issues de la billetterie), les subventions des collectivités publiques et le mécénat d'entreprises partenaires. Chaque festival étant unique, on ne peut pas conclure à une structure de budget idéale entre ces trois sources de financement. Plus la part des ressources propres est importante, plus la situation financière du festival est saine. Mais le poids des subventions est souvent très important pour les festivals de moyenne ampleur et conditionne la pérennité de l'événement. Cette dépendance de la subvention publique entraine un manque de visibilité à long terme pour les organisateurs.

#### Subvention de l'État
En 2006, une étude démontrait qu'il n'y avait pas de retrait de l'État. En revanche, l'aide de l'État s'était recentrée sur un nombre restreint de festivals, les plus gros. « Si le nombre de festivals aidés est en constante diminution de 550 festivals en 1998 à 329 en 2004, le volume global d'aide se maintient autour de 5 % des crédits du spectacle vivant » — soit 17,7 millions d'euros en 2004, et 20,2 millions d'euros en 2005.
En 2003, une directive nationale d'orientation du ministère de la culture indiquait que les festivals n'étaient plus une priorité de la politique ministérielle, ce qui avait suscité un tollé. La consigne a été diversement appliquée par les services déconcentrés de l'État (DRAC, directions régionales des affaires culturelles), d'où une disparité, selon les régions, du soutien de l'État en direction des festivals.
Des « reculades » dans les politiques de soutien et des réductions budgétaires drastiques sont pointées et analysées comme un désengagement de l'État depuis une décennie. Par exemple, les financements des festivals musicaux, qui représentaient en moyenne 6 % des investissements mis en œuvre pour les festivals en 2005, tombaient à 4 % en 2008. Les festivals, fils aînés de la « décentralisation culturelle », pour reprendre l'expression d'Emmanuel Négrier, s'inscrivent désormais dans le cadre de la révision générale des politiques publiques (RGPP) visant à réduire les dépenses de l'État pour tendre à l'équilibre budgétaire.

#### Financement des collectivités territoriales
Les festivals sont financés, avant tout, par les collectivités locales, en premier lieu par les conseils généraux (départements) : ils attribuent 105 000 euros en moyenne par festival, dont le budget moyen se serait élevé, en 2006, à 570 000 euros. Mais ces subventions sont extrêmement variables en fonction des festivals. Comme l'indiquait l'un de ses directeurs artistiques des Vieilles charrues au sujet de son festival : « Les subventions publiques ne constituent que 3 % du budget, sans aucun soutien du ministère. L'autofinancement est la clé de voûte. La billetterie avec les recettes annexes couvre tous les frais. » Et il faisait remarquer que « Les Vieilles Charrues » dégageaient des profits, répartis entre la centaine d'associations de bénévoles qui les soutiennent.

#### Mécénat
Dans certains festivals comme le Printemps de Bourges se pressent désormais les professionnels. Alors que ce festival s'est positionné depuis 1977 en indicateur de tendances et révélateur de nouveaux talents, il programmait en 2010 Iggy Pop, Diam's ou encore -M-. Nombre de responsables festivaliers privilégient en effet leurs rapports avec le mécénat esthète, que favorise la loi Aillagon de 2003 qui défiscalise les dons à hauteur de 60 %. Un festival peut être une occasion idéale pour communiquer sur un nouveau produit. SFR comptait ainsi toucher la « génération 3 G » à Bourges… La multiplication des soutiens a neutralisé et dépolitisé le financement public analysait le fondateur du Printemps de Bourges.
Le mécénat est de plus en plus sollicité. En matière de ressources, « c'est la plus forte croissance constatée » entre 2002 et 2005. Avec une moyenne de 71 000 euros attribués en 2006 par festival, le mécénat se situait au quatrième rang des partenaires, derrière le conseil général, le conseil régional et l'intercommunalité. Une chance pour les festivals les plus en vue mais, pour d'autres, une manne qui relève du « miracle ».

### Retombées économiques
Les festivals peuvent susciter de belles retombées économiques (122 000 euros par festival en moyenne en France en 2006). Toutefois, l'évolution « globalement positive » de la fréquentation, en France, entre 2002 et 2005 (+ 8 %), masquait une réalité contrastée : quelques locomotives tiraient la moyenne vers le haut, mais « 21 festivals enregistraient une baisse » du nombre de visiteurs. Sans lien apparent avec le niveau de subventions.

#### Les festivals, générateurs d'emplois

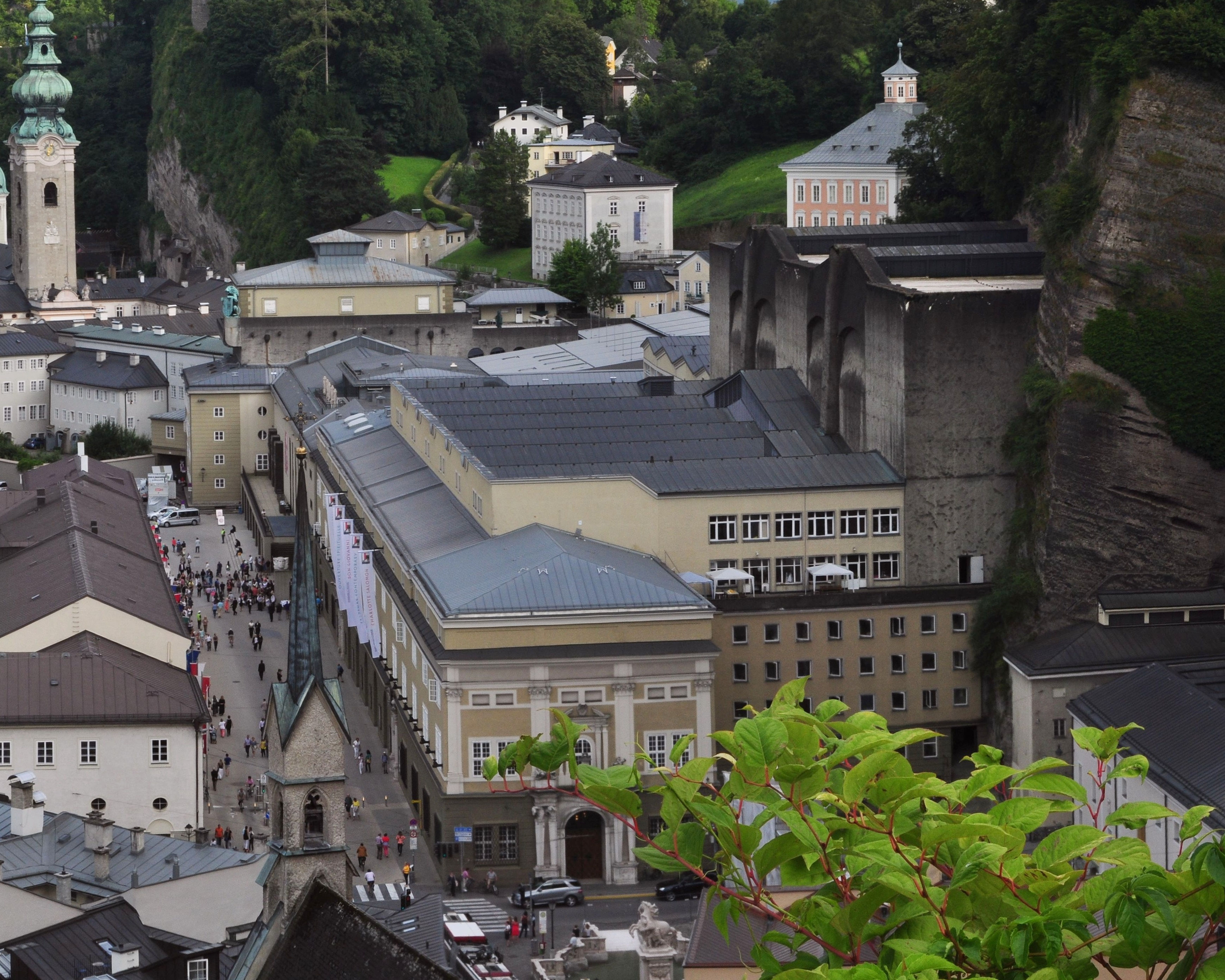
Festival de Salzbourg, Festspielhaus 2014 (Autriche)

Après le bâtiment et le tourisme le secteur des festivals est le troisième employeur en PACA (Provence - Alpes-Côte d'Azur). 
Les festivals sont donc générateurs d'emplois. Mais pour leur fonctionnement, le bénévolat reste un « pilier » de l'activité de certaines structures, même si, en 2006, quinze festivals l'excluaient totalement. La même année, pour 38 festivals l'emploi était constitué à plus de 60 % par le bénévolat. Par ailleurs, les structures, « massivement » de type associatif, ont dû faire face à la disparition des emplois-jeunes, fortement aidés par l'État. « La tendance est que les dépenses des festivals progressent plus vite que les recettes. L'emploi artistique augmente, mais la rémunération n'est pas tout à fait proportionnelle », commentait Emmanuel Négrier. Ainsi, 77 festivals employaient 18 011 interprètes, « aux deux tiers français » pour les festivals de musique.

#### Produit touristique culturel
Le festival est considéré comme un élément du produit touristique culturel, un des facteurs qui incitent les gens à voyager. Pour le tourisme, ce produit de niche, le tourisme événementiel, est un produit de consommation qui peut dans certains cas devenir un moteur important du tourisme local, doper les réservations. En Tunisie, par exemple, les grands événements à caractère touristique ont pris une ampleur telle qu'ils ont nécessairement un impact sur l'économie locale, régionale, voire nationale. Chaque été, des centaines de festivals sont organisés dans les villes tunisiennes touristiques qui vivent au rythmes des festivals de toutes sortes à Hammamet, Carthage, Tabarka, à Mahdia et à El Djem. Sans que cela soit encore un produit toujours rentable mais les bienfaits des festivals internationaux sur la dynamique économique sont probants. À Tabarka, la moitié du chiffre d'affaires de la ville était réalisée pendant l'été et particulièrement pendant les festivals du jazz, de world music et du raï.

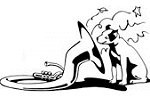
Festival Aixoises du Jazz à Aix-les-Bains

Mais le développement du festival est largement tributaires des capacités touristiques du lieu où il se déroule. La présence d'infrastructures d'accueil et de transports est une condition nécessaire à l'émergence d'une clientèle touristique. Un festival ne peut se développer en matière de fréquentation si les festivaliers n'arrivent pas à se loger dans les environs ou si le site est difficile d'accès. Pour reprendre l'exemple tunisien, à Hammamet, parvenir à trouver un logement pendant le festival en juillet et en août n'est pas toujours facile, les capacités hôtelières de la ville atteignent très vite leur seuil de saturation et la ville où se déroule le festival et ses environs doit pouvoir absorber un flux massif de festivaliers dans un espace temps très limité.
Un véritable phénomène de concurrence est apparu entre les diverses manifestations, notamment estivales. La programmation reste un bon levier de différenciation, tout comme la durée du festival (un festival de trois jours n'a pas le même impact qu'un festival d'une semaine). Mais pour pouvoir réaliser une manifestation de qualité, il faut disposer de moyens financiers et humains à la hauteur de ses ambitions.
L'économie des festivals engendre des retombées économiques directes, reflétées par le budget de l'événement, et des retombées indirectes dans les secteurs suivants : hôtellerie, restauration, transport, nettoyage, sécurité, alimentation et commerce en général, santé et action sociale, Poste et télécoms, associations socioculturelles. À Avignon et à Lorient, le chiffre de l'économie induite par la présence du public festivalier serait de plus de 7 millions d'euros (sans le festival off à Avignon); à Édimbourg, de près de 9 millions d'euros ; à Salzbourg, de près de 15 millions d'euros ; à Wexford, de 850 000 euros.
Les retombées sur une ville et une région sont nombreuses et vont bien au-delà des seules retombées économiques. Les bénéfices en matière de communication et d'image, qui contribuent au développement touristique du lieu, peuvent être aussi importants. L'organisation d'un festival, si sa programmation est cohérente avec les caractéristiques du lieu et repose sur un projet artistique de qualité, contribue, en effet, à la valorisation de l'image de la ville, et donc au développement de l'attractivité touristique du lieu. Cela suppose de proposer un projet original, innovant et différencié, permettant d'affirmer l'identité de la collectivité organisatrice. Ce potentiel de communication n'a d'ailleurs pas échappé aux entreprises, qui y trouvent souvent, non seulement le support d'une promotion commerciale de leurs activités et produits, mais aussi un vecteur efficace de valorisation de leur image, tant en interne que vis-à-vis de leurs partenaires. Du point de vue touristique, l'impact des festivals est de deux types. D'une part, les festivals ont une incidence sur l'attractivité d'une ville, en intervenant dans les choix de destination touristique des vacanciers. D'autre part, ils contribuent à l'animation touristique du lieu. La population qu'ils attirent présente, en général, une forte propension aux consommations culturelles. Les festivals permettent également de renouveler l'attractivité du territoire d'une année sur l'autre. Ils peuvent être le support de produits touristiques (forfaits, voyages à thème…).

## Direction
Le choix d'implanter un festival tient souvent à la volonté d'une personnalité à fort ancrage local. La trajectoire de Jean-Louis Guilhaumon est un cas d'école. Principal du collège de Marciac, il a porté le projet de Jazz in Marciac. Ce village du Gers incarne un haut lieu du jazz mondial; son directeur en est maire, ainsi que vice-président du conseil régional… chargé entre autres de l'économie touristique.

## Audience

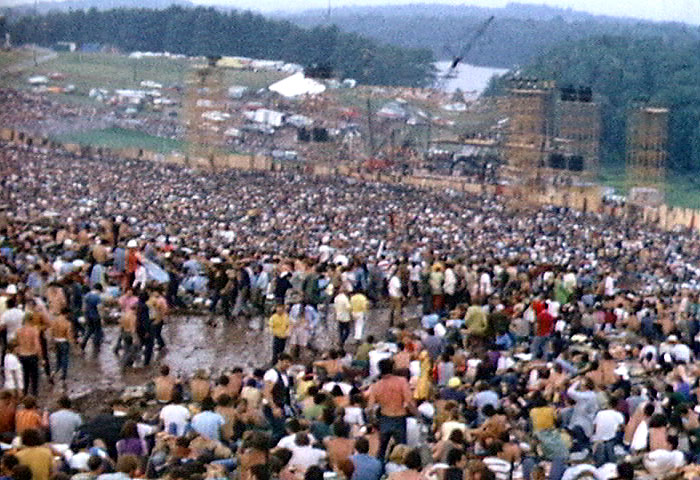
Festival de Woodstock, août 1969, le public

Selon Dragon Klaic, « Le mot festival est devenu efficace en matière de levée de fonds. (…) Tous les programmateurs le savent : pour les financeurs et les audiences potentiels, le message doit être spectaculaire ». Le Festival de Salzbourg, né en 1920, paraît à ce titre emblématique : près de deux cent cinquante mille personnes y viennent en juillet.
Il existe autant de publics que de festivals ; en outre, ceux-ci attirent chaque année un flot de nouveaux spectateurs. L'amateur qui va écouter des musiques postindustrielles dans les froidures de l'hiver ne se rend pas forcément au bord d'une plage l'été pour fredonner des bluettes. Le mélomane qui se déplace tout spécialement dans un festival pour une création originale peut pour sa part se trouver assis à côté d'un simple curieux venu pour la notoriété de ce festival. En revanche, une chose est sûre : la hausse régulière de la fréquentation va de pair avec la structuration professionnelle de telles manifestations. « Les festivals, après les musées, s'érigent en labels industrialisés. Surtout dans la musique. Le premier signe est l'affluence record », analyse le philosophe Yves Michaud. Une étude portant sur le public des festivals en Languedoc-Roussillon, réalisée en novembre 2009, fait ainsi apparaître que 39 % de l'audience était constituée en 2008 de nouveaux venus — un phénomène encore accentué s'agissant des musiques actuelles et du jazz. Selon cette étude, le public était composé majoritairement de femmes mais aussi d'actifs, âgés en moyenne de 51 ans, diplômés à plus de 70 % de l'enseignement supérieur, habitant dans la région et ayant dépensé en moyenne 23 euros pour l'occasion.

## Types de festivals

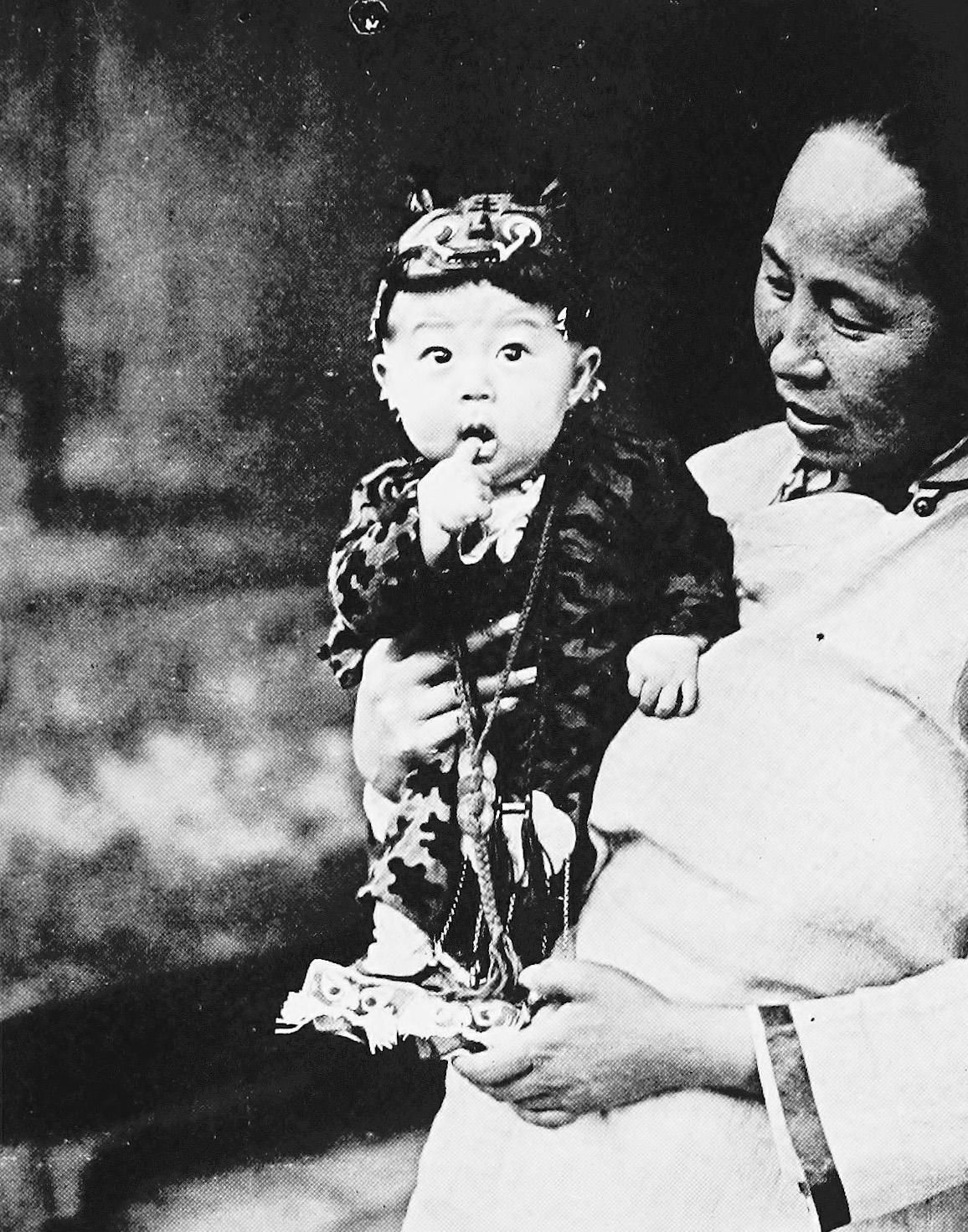
Habillé en costume de tigre, Pékin, Festival du dragon (Chine, 1917-1919)

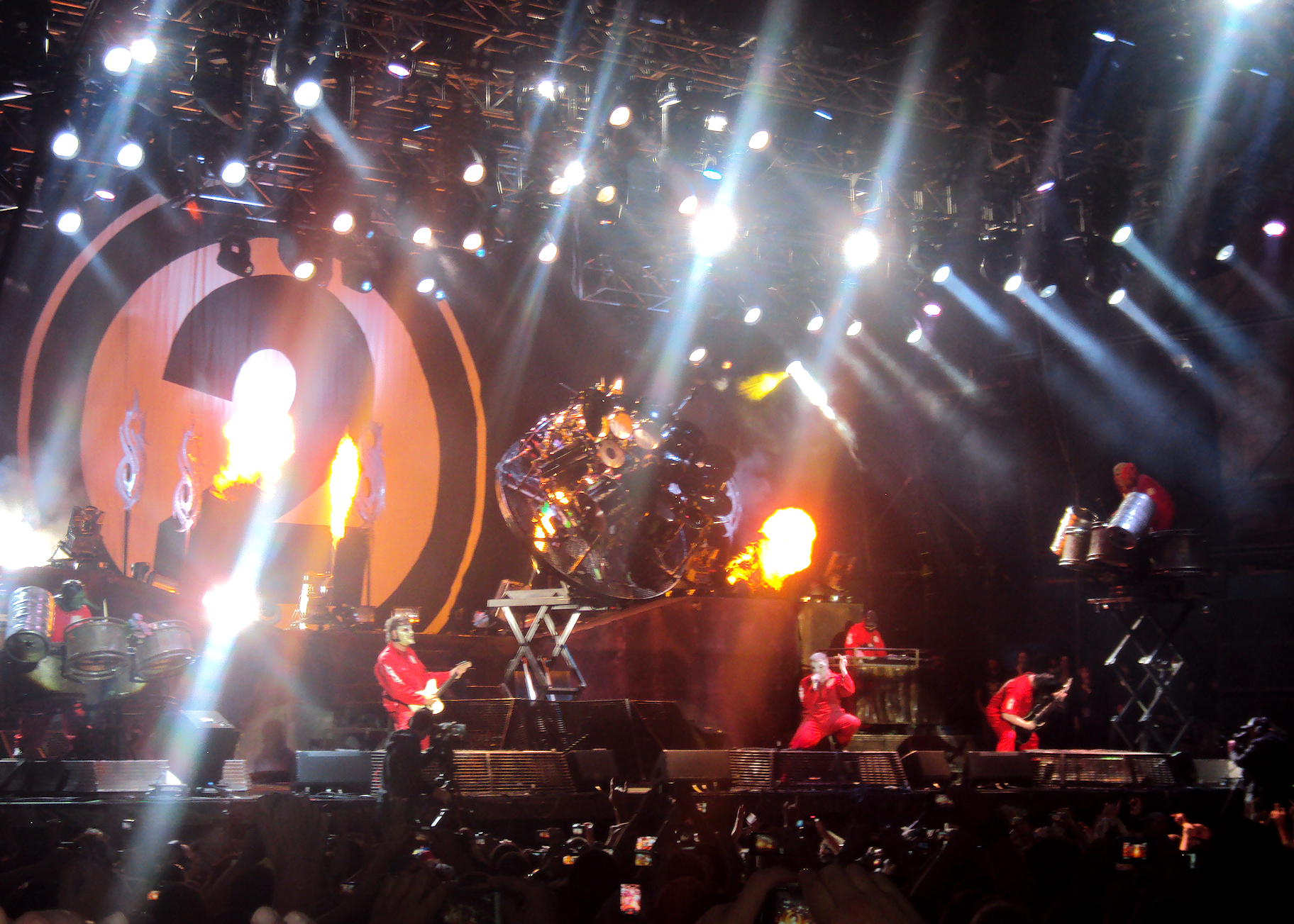
Slipknot - Soundwave Festival, Melbourne Australia, March 2012 (2)

Devant l'importance qu'a pris le phénomène festival et devant l'extraordinaire variété de festivals que l'on trouve, il peut être utile de d'établir des classifications.

### Classification en fonction de l'internationalisation
Les festivals peuvent être classés en quatre catégories : international, national, régional, local. Cette classification n'est pas établie sur les critères de notoriété (internationale, nationale, régionale, locale) de rayonnement et d'audience, mais selon la quote-part des programmes présentés : part des spectacles d'origine internationale, nationale, régionale ou locale.

### Classification selon les contenus
Il est aussi bien-sûr possible de répertorier les festivals selon d'autres critères, notamment le contenu de leurs activités :
- manifestations à caractère artistique axées sur un art en particulier (musique, cinéma, arts plastiques, théâtre, danse) ou la jonction entre plusieurs arts (humour et musique par exemple) ;
- manifestations à caractère polyculturel ou pluridisciplinaire, englobant les différents arts (musique, cinéma, arts plastiques, théâtre, danse...) dans leur programmation: Festival international de Carthage, Festival international d'Édimbourg, Festival international d'Hammamet, Festival d'automne à Paris, etc.
- manifestations à caractère patrimonial, prolongement des formes traditionnelles culturelle locales (y compris les manifestations à caractère artisanal)[15] ;
- manifestations à caractère agro-culturel : Festival des vignobles de Thibar, festival fêtes des orangers Béni-Khaled, festival de la pêche Sayada.

### Classification par domaines
Établir une typologie festivalière se révèle difficile car on trouve une palette de domaines extrêmement variée : théâtre, cinéma, musique, bande-dessinée, pyrotechnie, cerfs-volants... Chaque domaine ayant en outre des spécialisations ou des spécificités de genres. En musique, les festivals couvrent aussi bien le jazz, le rock, le classique que la chanson ou le rap. De même pour les festivals de films cinématographique (film d'aventure, film policier, film LGBT, films documentaires, etc.), etc.
La liste suivante est donc loin d'être exhaustive.
- Festival sportif et culturel
- Festival d'humour (stand-up) et de musique
- Festival d'humour
- Festival du bois
- Festival du voyage
- Festival de géographie
- Festival de bande dessinée
- Festival de cirque
- Festival des Filets bleus
- Festival de cinéma
- Festival de télévision / séries
- Festival nature
- Festival manga
- Festival de danse
- Festival de musique
- Festival de photographie
- Festival de la neige
- Festival de théâtre
- Festival de rue
- Festival littéraire
- Festival de conte
- Festival de jeux
- Festival de feux d'artifice[16]
- Festival gastronomique
- Festival de fêtes comme les fêtes landaises par exemple où l'on peut observer des groupes de musiques appelés Bandas défilant dans la rue où la fête se fait fortement sentir
- Convention de jonglerie
- Festival national d'archéologie de Privas
- Festivals excentriques :
  - les différents festivals de la couille aux États-Unis.

### Classification en fonction des formes de développement
L'hétérogénéité du monde des festivals est grande: petit budget à forte valeur créative comme grands moyens aux ambitions artistiques modestes ; soutien de l'État à des récréations sans intérêt comme adhésion populaire à des innovations sans subventions. Cette diversité est accentuée par le fait que l'expansion des festivals s'est faite au niveau international et dans des domaines toujours plus variés.
En appliquant la grille de lecture stratégique, on obtient une classification des festivals qui tient compte de leur mode de financements, de leur gouvernance, de leur modèle de croissance et de diversification, et de leur degré de réputation indépendamment des contenus et des domaines d'activités. L'étude réalisée sur 158 acteurs culturels dont 12 festivals par Mario d'Angelo donne une autre vision de cette activité culturelle et créative.
On peut alors distinguer les Festivals de type Institutionnel (gérée dans la sphère publique parfois en direct par une collectivité publique comme le Festival de Rock de Alacuás dans la région de Valence en Espagne), les festivals de type Conventionné (par exemple le Festival de danse de Kalamata en Grèce, cofinancé par le ministère de la Culture et la ville mais ayant une structure juridique autonome à but non lucratif), le festival de type Indépendant tel que le Paléo Festival de Nyon, également de forme juridique à but non lucratif mais autofinançant son fonctionnement et son développement. Les festivals de type Fragile sont nombreux souvent avec une réputation locale ou limitée à des cercles spécialisés et étant peu médiatisés. Ils sont le plus souvent issus d'un processus bottom up reposant sur l'initiative de bénévoles voire militante. À la différence du type Indépendant qui a des recettes importantes de partenariats commerciaux ou de mécènes, ce type de festival est fragilisé par l'absence de telles ressources étant insuffisamment médiatisé.
Cependant les festivals qui sont positionnés sur des segments grand public ont de plus en plus souvent une forme juridique d'entreprise commerciale, parfois en créant une structure associative parallèle pour ouvrir l'activité à des bénévoles. Ainsi la société Volt s'est développée à Budapest avec le Sziget Festival puis a développé d'autres festivals (Gourmet Festival, lac Balaton). Dès lors que l'activité festival dégage un excédent brut d'exploitation (EBE) suffisant pour financer la croissance, on observe des phénomènes de concentration. Ainsi Lollapalooza se situe entre le festival et la tournée de concerts entre les États-Unis, l'Amérique latine et l'Europe, nécessitant des investissements dans les firmes concernées. Deux types de festivals se dégagent donc de cette analyse : le type Follower (firme ayant un but commercial et lucratif, qui doit se diversifier en l'occurrence territorialement comme le fait Volt, utilisant le nom d'un festival comme une marque, mais reste de taille limitée avec des dirigeants qui restent proches d'un métier) et le type Leader (le festival appartient à un groupe diversifié, financiarisé, présent dans plusieurs activités comme les tournées internationales, la billetterie) avec une gouvernance caractérisée par l'importance des investisseurs ayant un objectif de rentabilité de leur investissements.
Même si la concentration reste très limitée en Europe, on observe tout de même la présence de plusieurs grands groupes dans le secteur du festival comme évènementiel, en particulier dans les festivals de musiques (Live Nation et AEG Live).

## Nuisances sonores
Un festival peut parfois être source de nuisances sonores.
C'est notamment le cas au Barcarès où a dû s'organiser une association électrostop pour arrêter les nuisances sonores du festival Electrobeach. Il apparaît ainsi que 55 % des personnes répondent qu'elles sont obligées de partir de chez elles pendant la période et 97 % font ressortir le bruit trop important.